# Fukumura Yoshikazu
Fukumura Yoshikazu (福村 芳一 Fukumura Yoshikazu, sinh năm 1946) là một nhạc trưởng người Nhật Bản, từng giữ chức Giám đốc Âm nhạc của công ty Tokyo City Ballet, Dàn nhạc Giao hưởng Kyoto - Kyoto Symphony Orchestra, Dàn nhạc Giao hưởng Nagoya Philharmonic Orchestra, và Dàn nhạc Giao hưởng Sendai Philharmonic Orchestra.

## Tiểu sử
Fukumura sinh ra tại Tokyo. Ông từng học tại khoa âm nhạc của Trường trung học Tōhō ở Tokyo và tại học viện Accademia Nazionale di Santa Cecilia ở Rome. Ông từng học bộ môn chỉ huy dưới sự giảng dạy của Iwaki Hiroyuki và Franco Ferrara, và học đàn piano với Honshō Reiko. Fukumura đã đảm nhiệm vai trò phó chỉ huy trong công ty âm nhạc giao hưởng và Dàn nhạc giao hưởng Kyoto, và năm 1967, ông đảm nhiệm vai trò chỉ huy phần mở màn cho buổi biểu diễn thường kì thứ 118 của Dàn nhạc giao hưởng Kyoto (theo chương trình là Giao hưởng số 4 của Tchaikovsky). Sau đó, ông được mời làm chỉ huy khách mời của các dàn nhạc lớn trên khắp Nhật Bản, bao gồm cả Tokyo.
Từ năm 1970, Fukumura đảm nhiệm vai trò chỉ huy trưởng Dàn nhạc giao hưởng Kyoto, chỉ huy thường trực Dàn nhạc Giao hưởng Nagoya Philharmonic Orchestra và Dàn nhạc Giao hưởng Sendai Philharmonic Orchestra, cũng như là nhạc trưởng thường xuyên của chương trình "Sekai no ongaku" (Âm nhạc thế giới) trên đài NHK và nhạc trưởng của Tokyo City Ballet.
Năm 1976, Fukumura đứng vị trí thứ nhì trong cuộc thi chỉ huy dàn nhạc John Player International Conducting Competition thường niên lần thứ hai, tổ chức ở Vương quốc Anh, cùng với đó là thắng giải John Player Special Prize. Sau đó, ông bắt đầu chỉ huy ở Anh với Dàn nhạc Giao hưởng Bournemouth - Bournemouth Symphony Orchestra, Dàn nhạc Giao hưởng BBC - BBC Symphony Orchestra, Dàn nhạc Hoàng gia Anh - Royal Philharmonic, Dàn nhạc Bournemouth Sinfonietta. Ông cũng được mời chỉ huy Dàn nhạc Orchestra dell'Accademia Nazionale di Santa Cecilia, Dàn nhạc RAI National Symphony Orchestra, Dàn nhạc Giao hưởng Sicilia - Sicilian Symphony Orchestra, Dàn nhạc Giao hưởng Hungary - Hungarian National Radio Orchestra, Dàn nhạc Giao hưởng Budapest Dohnányi - Budapest Dohnányi Symphony Orchestra, Dàn nhạc Giao hưởng Venezuela - Venezuela National Symphony Orchestra, Dàn nhạc Giao hưởng Colombia - Colombia National Symphony Orchestra, Dàn nhạc Giao hưởng Costa Rica - Costa Rica National Symphony Orchestra, Dàn nhạc Giao hưởng Cuba - Cuban National Symphony Orchestra, Dàn nhạc Hong Kong Philharmonic, Dàn nhạc KBS Hàn Quốc - South Korea KBS Symphony Orchestra, Dàn nhạc Giao hưởng Singapore - Singapore Symphony Orchestra, Dàn nhạc Philippine Philharmonic, Dàn nhạc Giao hưởng Trung ương Bắc Kinh - Beijing Central Philharmonic, Dàn nhạc Giao hưởng Thượng Hải - Shanghai Symphony. Cùng lúc đó, ông cũng đảm nhận vị trí chỉ huy khách mời cho buổi hoà nhạc "Untitled Concert" (『題名のない音楽会』) của TV Asahi, bắt đầu xuất hiện thường xuyên trên sóng truyền hình và phát thanh, bao gồm cả chương trình "Ōkesutora ga yattekita" (Orchestra Came) của đài TBS, cả trong và ngoài nước.
Năm 1987, Fukumura được bổ nhiệm làm chỉ huy trưởng khách mời của Dàn nhạc Giao hưởng Thượng Hải, một trong những dàn nhạc giao hưởng lâu đời nhất châu Á, biểu diễn tại Beijing International Art Festival, Hong Kong Asia International Music Festival, Macao Music Festival.

## Sự nghiệp chỉ huy dàn nhạc
Fukumura đã thực hiện thu âm và chỉ huy dàn nhạc trong các lễ hội và các chuỗi buổi biểu diễn hoà nhạc dài hạn với các dàn nhạc Hong Kong Philhamonic, Dàn nhạc Trung ương Bắc Kinh - Beijing Central Philharmonic, Dàn nhạc Giao hưởng Thượng Hải - Shanghai Symphony, Dàn nhạc Giao hưởng Singapore Symphony, Dàn nhạc Giao hưởng KBS Hàn Quốc - Korea KBS Symphony, Dàn nhạc Seoul Philharmonic, Dàn nhạc Giao hưởng Đài Loan - Taiwan National Symphony, Dàn nhạc Philippine Philharmonic, Dàn nhạc Giao hưởng Việt Nam, Dàn nhạc Giao hưởng Bangkok - Bangkok Symphony, Dàn nhạc Pan Asian Philharmonic ở Bangkok, Dàn nhạc Giao hưởng Quỹ Calcutta - Calcutta Foundation Orchestra ở Ấn Độ, Dàn nhạc giao hưởng Delhi - Delhi Symphony Orchestra.